# Acraea melas
Acraea melas är en fjärilsart som beskrevs av Charles Oberthür 1893. Acraea melas ingår i släktet Acraea och familjen praktfjärilar. Inga underarter finns listade i Catalogue of Life.